# (23383) Schédios
(23383) Schédios, désignation internationale (23383) Schedios, est un astéroïde troyen jovien.

## Description
(23383) Schédios est un astéroïde troyen jovien, camp grec, c'est-à-dire situé au point de Lagrange L4 du système Soleil-Jupiter. Il présente une orbite caractérisée par un demi-grand axe de 5,205 UA, une excentricité de 0,108 et une inclinaison de 10,8° par rapport à l'écliptique.
Il est nommé en référence au personnage de la mythologie grecque Schédios, acteur du conflit légendaire de la guerre de Troie.

## Compléments